# Dreiband-Europameisterschaft 1952

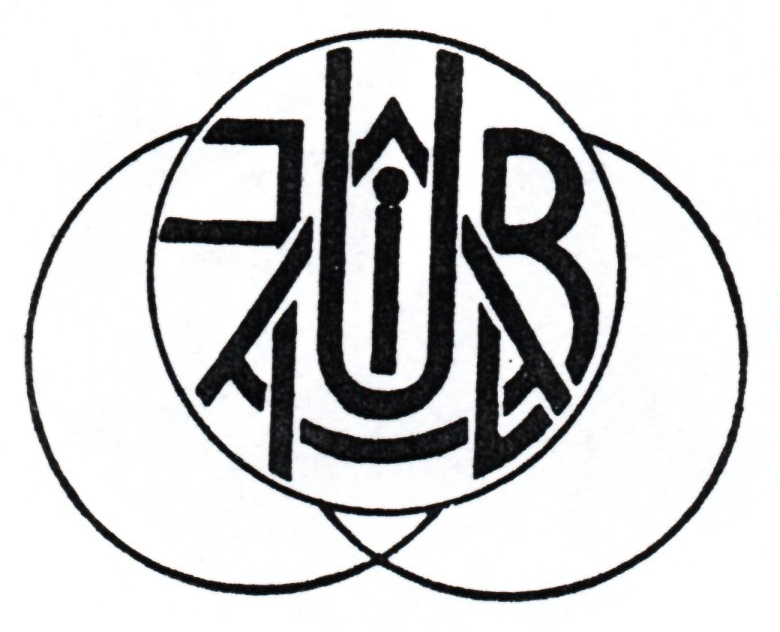
Logo UIFAB (ausrichtender Verband)

Veranstaltungsort: Lausanne

Die Dreiband-Europameisterschaft 1952 war das neunte Turnier in dieser Disziplin des Karambolage und fand vom 15. bis zum 18. März 1952 im schweizerischen Lausanne statt.

## Geschichte
Titelverteidiger und Sieger war der Belgier René Vingerhoedt. Als Erster schaffte er es, einen Generaldurchschnitt von über 1,000 zu spielen. Die anderen Turnierrekorde gehen ebenfalls auf sein Konto. Mit dem besten Einzeldurchschnitt (BED) von 1,428 setzte er  neue Maßstäbe bei einer EM. Wieder gelang es Vingerhoedt ohne Spielverlust zu siegen. Anders erging es dem Sieger der ersten EM von 1932 und einzigem Teilnehmer des Gastgeberlandes, Alfred Aeberhard. Er verlor  alle seine Spiele.
Nach der Wiederaufnahme des Deutschen Billard Bundes 1951 in den Internationalen Verband Union Internationale des Fédérations d'Amateurs de Billard (UIFAB) nahm, zum ersten Mal, wieder ein deutscher Spieler teil. Nach Otto Unshelm bei der ersten EM 1932, spielte nun August Tiedtke und errang, auf Anhieb, den Titel des Vizeeuropameisters.

## Modus
Gespielt wurde „Jeder gegen Jeden“ bis 50 Punkte mit Nachstoß/Aufnahmegleichheit.

## Abschlusstabelle

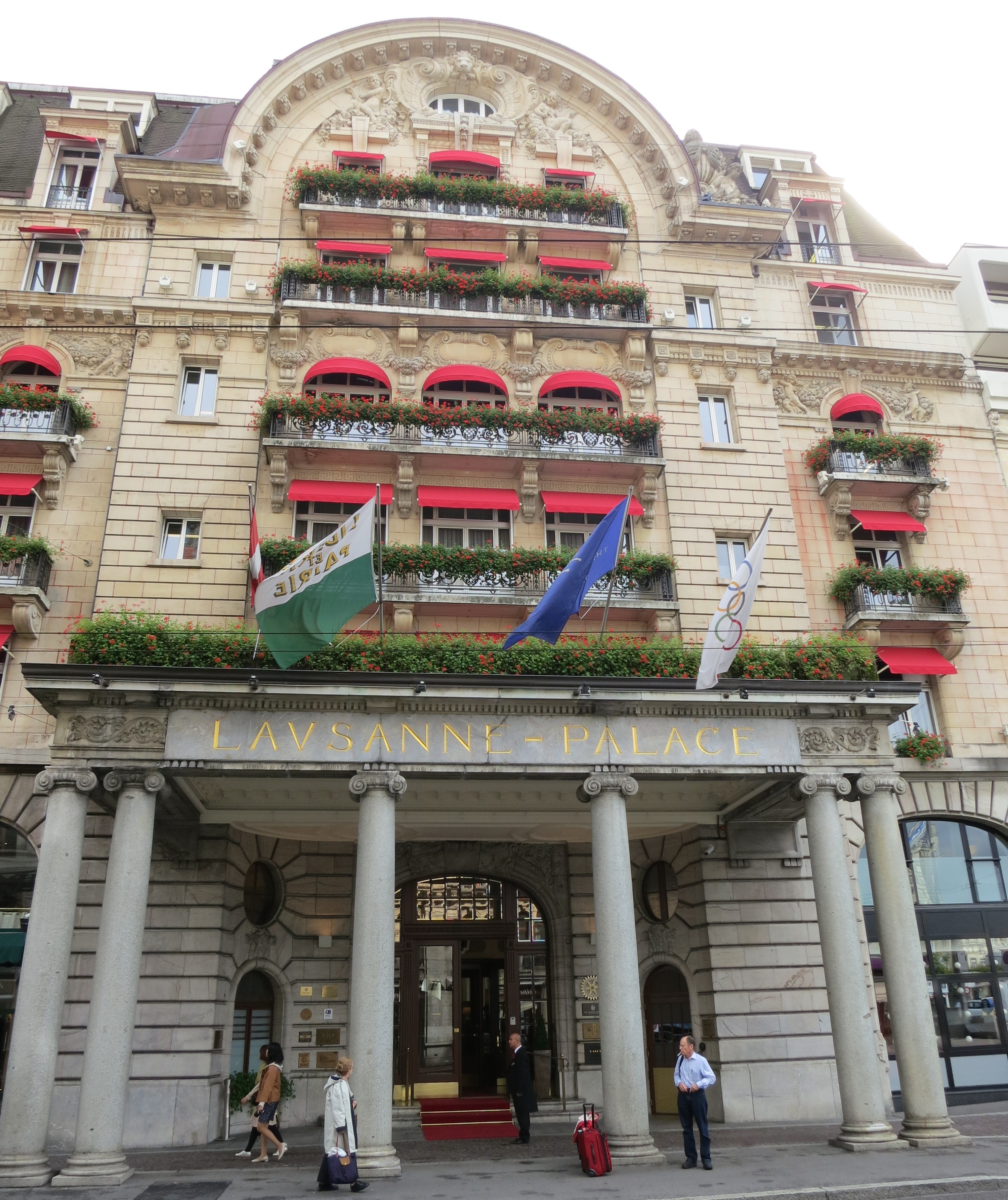
Hotel Palace

| MP    | Match Points (Sieger = 2; Unentschieden = 1; Verlierer = 0) |
| Pkte. | Erzielte Karambolagen                                       |
| Aufn. | Benötigte Versuche                                          |
| GD    | Generaldurchschnitt                                         |
| BED   | Bester Einzeldurchschnitt eines Spielers                    |
| HS    | Höchstserie                                                 |
|       | Bester GD des Turniers                                      |
|       | Bester ED des Turniers                                      |
|       | Beste HS des Turniers                                       |
|       | 1. Platz (Gold)                                             |
|       | 2. Platz (Silber)                                           |
|       | 3. Platz (Bronze)                                           |

| Endklassement              | Endklassement     | Endklassement | Endklassement | Endklassement | Endklassement | Endklassement | Endklassement |
| Platz                      | Name              | MP            | Pkte.         | Aufn.         | GD            | BED           | HS            |
| -------------------------- | ----------------- | ------------- | ------------- | ------------- | ------------- | ------------- | ------------- |
| 1                          | René Vingerhoedt  | 14:0          | 350           | 342           | 1,023         | 1,428         | 11            |
| 2                          | August Tiedtke    | 10:4          | 324           | 401           | 0,807         | 0,980         | 8             |
| 3                          | Jan Broekhuizen   | 10:4          | 322           | 440           | 0,731         | 0,781         | 10            |
| 4                          | Bernard Siguret   | 10:4          | 306           | 429           | 0,713         | 0,925         | 7             |
| 5                          | António Ventura   | 6:8           | 321           | 460           | 0,697         | 0,892         | 7             |
| 6                          | Pierre Fauconnier | 4:10          | 304           | 491           | 0,619         | 0,568         | 7             |
| 7                          | Eduard Leutgeb    | 2:12          | 270           | 495           | 0,545         | 0,609         | 8             |
| 8                          | Alfred Aeberhard  | 0:14          | 275           | 508           | 0,541         | –             | 5             |
| Turnierdurchschnitt: 0,693 |                   |               |               |               |               |               |               |